# Talamona
Talamona é uma comuna italiana da região da Lombardia, província de Sondrio, com cerca de 4.501 habitantes. Estende-se por uma área de 21 km², tendo uma densidade populacional de 214 hab/km². Faz fronteira com Albaredo per San Marco, Ardenno, Dazio, Forcola, Morbegno, Tartano.

## Demografia
| Variação demográfica do município entre 1861 e 2011                               |
|                                                                                   |
| Fonte: Istituto Nazionale di Statistica (ISTAT) - Elaboração gráfica da Wikipedia |